# Gymnothorax porphyreus
 Gymnothorax porphyreus és una espècie de peix de la família dels murènids i de l'ordre dels anguil·liformes.

## Morfologia
Els mascles poden assolir els 34,6 cm de longitud total.

## Distribució geogràfica
Es troba des de l'Illa de Lord Howe fins a Sud-amèrica.